# Hondryches
Hondryches là một chi bướm đêm thuộc họ Erebidae.